# الأمن الغذائي في سنترال فالي
يعتبر انعدام الأمن الغذائي قضية واسعة الانتشار في سنترال فالي، حيث يتم إنتاج معظم الزراعة في الولاية. على الرغم من هذا، فإن العديد من الناس الذين يعيشون ويعملون في صناعة الزراعة في الوادي يعانون من انعدام الأمن الغذائي بطريقة ما، مع العوامل المساهمة بما في ذلك نقص المصادر الغذائية، وعدم وجود خيارات غذائية صحية أو حواجز الدخل. تم توثيق حوالي ثلث عدد السكان بأنهم يعانون من انعدام الأمن الغذائي في عام 2009. و نظرًا لعدم وجود خيارات غذائية صحية، تم العثورعلى معدلات عالية من السمنة في المنطقة.

## التركيبة السكانية
معظم عمال المزارع من الشباب والفقراء والمكسيكيين الذكور. بخلاف ذلك، تختلف التركيبة السكانية في سنترال فالي بسبب حجم المنطقة التي يبلغ طولها 450 ميلاً وعرضها 40-60 ميلاً. وتمتد من ردينغ إلى بيكرسفيلد، وتتكون من واديان: وادي ساكرامنتو الشمالي ووادي سان جواكين الجنوبي، وهو يحتوي على 19 مقاطعة.

## العرق
تحتوي المقاطعات الواقعة في الجزء الشمالي من الوادي على أقلية من أصل إسباني، في حين أن المقاطعات الوسطى والجنوبية بها عدد متزايد من الأشخاص من أصل إسباني داخل المقاطعات.